# 小行星9412
小行星9412（英語：9412）是一颗围绕太阳公转的小行星。1995年4月4日，上田清二、金田宏在钏路市发现了此天体。
这颗小行星的绝对星等为206.0965349407464等。